# Ullíbarri-Arana
Pour les articles homonymes, voir Ullibarri.
Ullívarri-Arana en espagnol ou Uribarri Harana en basque est une commune ou une contrée appartenant à la municipalité d'Harana dans la province d'Alava, située dans la Communauté autonome basque en Espagne.